# یوریک جاوادیان
یوریک لئونی جاوادیان (Յուրիկ Լևոնի Ջավադյան؛ زادهٔ ۱ ژانویهٔ ۱۹۳۵ – درگذشته ۲۰ مهٔ ۲۰۲۲) یک سیاستمدار اهل ارمنستان بود که از تاریخ فوریه ۱۹۹۱ تا تاریخ دسامبر ۱۹۹۱ در دولت سمت وزیر کشاورزی ارمنستان را بر عهده داشت.

## زندگی
در ۱ ژانویهٔ ۱۹۳۵ در بنونیس، شهرستان سیسیان به دنیا آمد و از دانشگاه ملی علوم کشاورزی ارمنستان فارغ‌التحصیل گشت. . وی در ۲۰ مه ۲۰۲۲ در سن ۸۷ سالگی درگذشت.